# Higashiōmi
Higashiōmi (dt. „Ost-Ōmi“; japanisch 東近江市 Higashi-Ōmi-shi) ist eine Stadt in der Präfektur Shiga in Japan.

## Geschichte

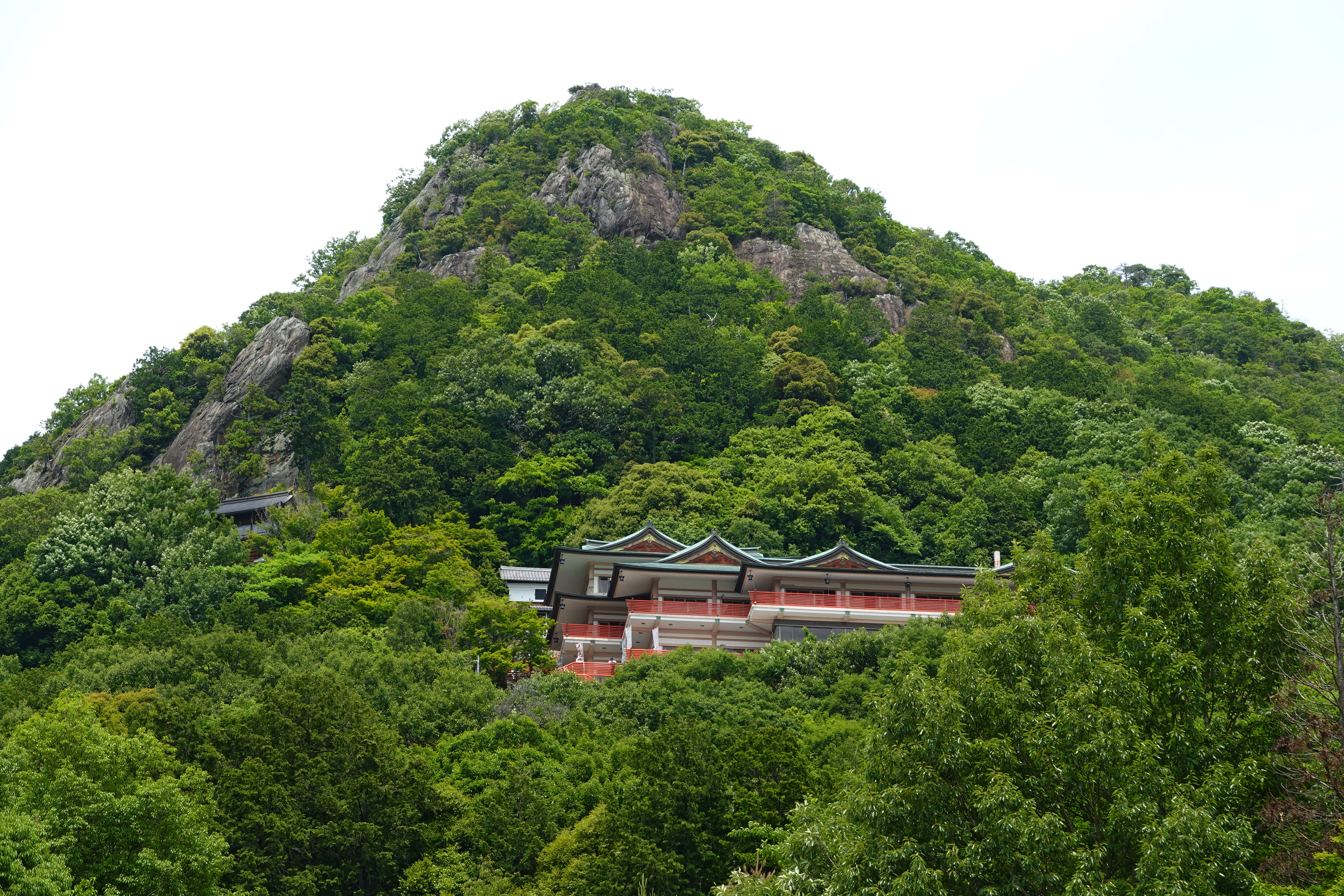
Hauptgebäude des Aga-jinja

Higashi-Ômi entstand am 11. Februar 2005 aus dem Zusammenschluss der Stadt Yōkaichi (八日市市, -shi) und den Chō Eigenji (永源寺町, -chō), Gokashō (五個荘町, -chō) im Kanzaki-gun (神崎郡), Aitō (愛東町, -chō) und Kotō (湖東町, -chō) im Echi-gun (愛知郡). Am 1. Januar 2006 wurden Notogawa (能登川町, -chō) im Kanzaki-gun (神崎郡) und Gamō (蒲生町, -chō) im Gamō-gun (蒲生郡) eingemeindet. Der Kanzaki-gun wurde daraufhin aufgelöst.

## Sehenswürdigkeiten
- Aga-Schrein[1] (阿賀神社, Aga-jinja, auch: Tarōbō no miya, Shintō-Schrein)
- Wasserrad in Notogawa
- Der Eigen-ji[2]

## Verkehr
- Straße:
  - Meishin-Autobahn, nach Komaki oder Nishinomiya
  - Nationalstraße 8, nach Niigata oder Kyōto
  - Nationalstraßen 307, 421, 477
- Zug:
  - JR Tōkaidō-Hauptlinie (Biwako-Linie), nach Tokio oder Kōbe
  - Ōmi Tetsudō Hauptlinie, nach Maibara oder Kōka
  - Ōmi Tetsudō Yōkaichi-Linie, nach Ōmihachiman

## Söhne und Töchter der Stadt
- Tsuji Ryōichi (1914–2013), Schriftsteller
- Tsukamoto Kōichi (1920–1998), Unternehmer
- Masanobu Deme (1932–2016), Regisseur
- Ippei Kokuryō (* 1993), Fußballspieler

## Städtepartnerschaften

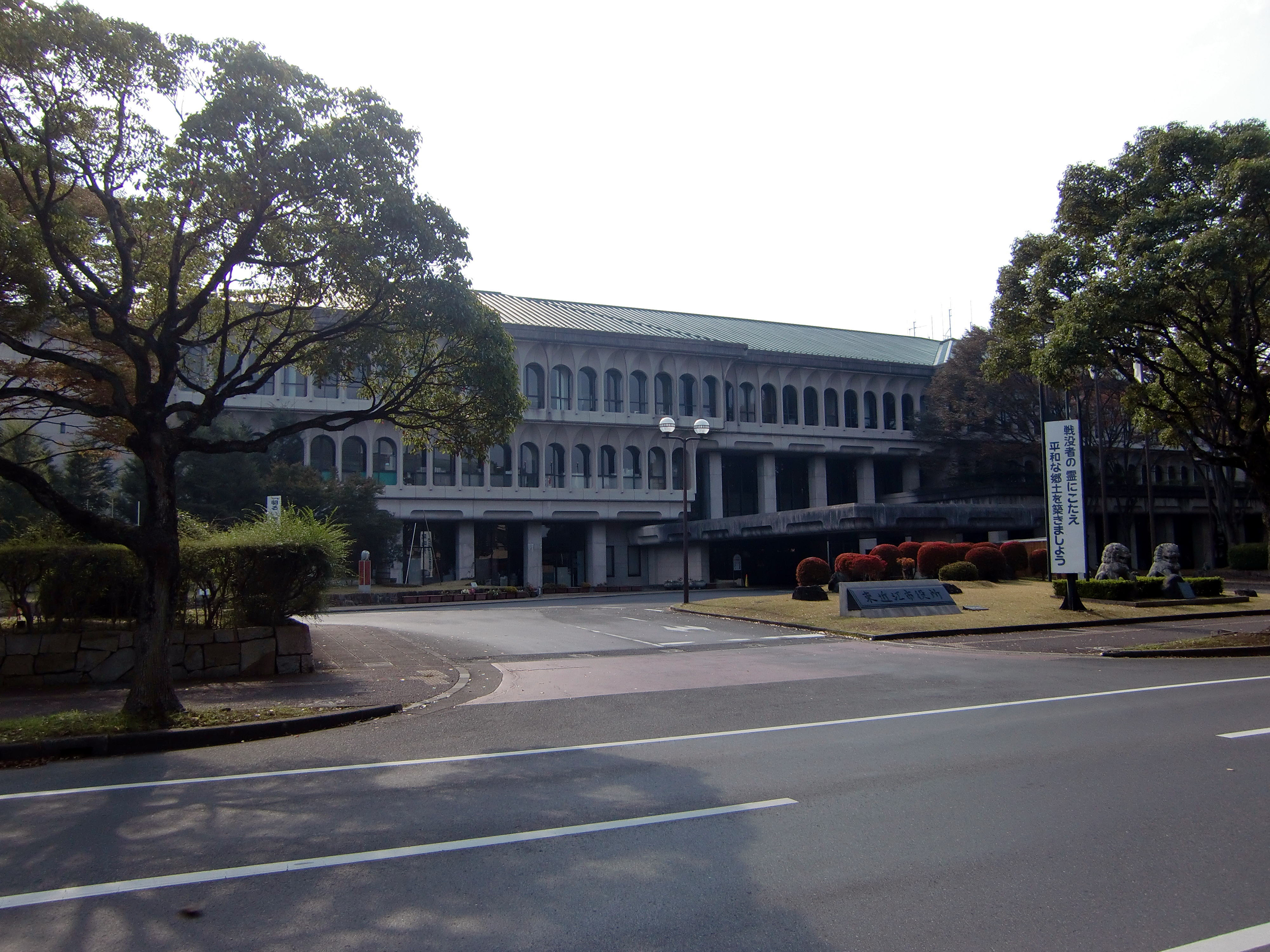
Rathaus

- Marquette, USA, seit 1979
- Rättvik, Schweden
- Changde, China, seit 1994
- Tongyeong, Südkorea
- Hannover, Deutschland

## Angrenzende Städte und Gemeinden
- Ōmihachiman
- Kōka[3]
- Hikone
- Azuchi[4]
- Inabe